# Reykjahlíð
Reykjahlíð (Rookhelling) is een plaatsje in het noorden van IJsland met ongeveer 300 inwoners aan de noordoostelijke oever van het Mývatn meer. Reykjahlíð ligt aan de hringvegur. Indien men Reykjahlíð oostwaarts via deze weg verlaat, wordt men door middel van matrixborden gewaarschuwd als de weersomstandigheden slecht zijn of verslechteren. De ringweg, in dit gebied erg autoluw, voert in die richting door haast onbewoond gebied en wordt aan geen enkele zijde beschermd tegen weersinvloeden, ook niet tegen bijvoorbeeld stof en gruis van lava dat met de vaak harde wind meewaait.

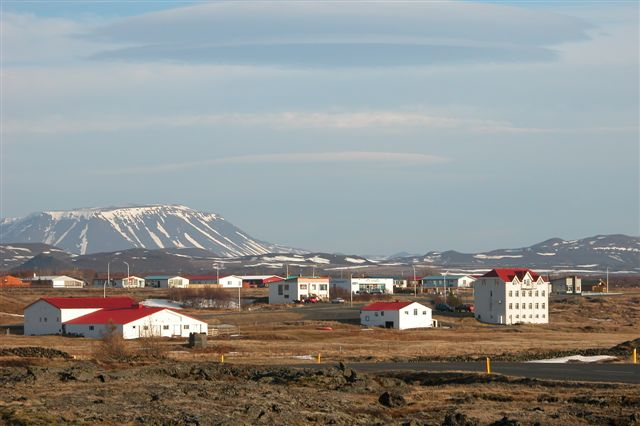
Zicht op Reykjahlíð

## Omgeving
In de omgeving van Reykjahlíð is een aantal opmerkelijke bezienswaardigheden.
Het plaatsje zelf heeft niet zoveel te bieden. Interessant is het plaatselijke kerkje waarvoor een forse lavastroom net tot stilstand kwam, en zo het kerkje voor een ondergang behoedde. Ter plaatse is touwlava te vinden.
Dimmuborgir (wat donkere burcht in het IJslands betekent) is een gebied dat uit grillig gevormde lavaformaties bestaat waar je op aangelegde paden kunt wandelen.
Ten noordwesten van Reykjahlíð vind je de Krafla vulkaan die in 1984 voor het laatst actief was. Vlak bij de vulkaan ligt de met water gevulde krater Víti (wat "hel" betekent) die voor het laatst actief was in 1976.
Andere interessante plekjes rond Reykjahlíð zijn de Hverfjall vulkaan, de pseudokraters bij Skútustaðir, enkele met warm water gevulde grotten, het solfatarenveld van Hverir en uiteraard Mývatn zelf.

## Zwembad
Het dorpje heeft een zwembad dat volledig wordt gevuld met koelwater uit de nabij gelegen geothermische elektriciteitscentrale. Het zwembad is niet overdekt. Zo kan het gebeuren dat de omgeving een vriestemperatuur heeft, terwijl het water ongeveer 23° C blijft. Er is een ontvangsthal, waarin de bezoeker naar IJslands gebruik direct de schoenen uitdoen en achterlaten. Men stapt vanuit dit gebouw de open lucht in en vandaar in het zwemwater. Na het zwemmen ruikt men niet, zoals in Nederland, naar chloor, maar naar waterstofsulfide dat uit het badwater in de huid is doorgedrongen en nog dagen na het zwemmen haar geur afgeeft. De reukorganen zijn ook dagen later de kluts kwijt, want ook het ingeslikte water geeft de sulfidegeur af.    